# Mia moglie capitano
Mia moglie capitano (Suddenly, It's Spring) è un film statunitense del 1947 diretto da Mitchell Leisen.